# Milena Baldassarri
Milena Baldassarri (Ravenna, 16 ottobre 2001) è un'ex ginnasta italiana, individualista della Nazionale di ginnastica ritmica italiana.
Tre volte Campionessa Italiana Assoluta All-Around, è vincitrice di 5 medaglie mondiali, fra cui il primo argento mai vinto da una ginnasta italiana, ai Campionati Mondiali, dove nel 2018 si è laureata Vice-Campionessa del Mondo al Nastro.
Nel Giochi della XXXII Olimpiade a Tokyo conquista il sesto posto nella Finale All-Around, miglior risultato fino a quel momento mai ottenuto da una individualista italiana. Risultato successivamente migliorato alle Olimpiadi di Parigi 2024 da Sofia Raffaeli, capace di aggiudicarsi la medaglia di bronzo. 

## Carriera sportiva

### Gli esordi junior
Ha iniziato l'attività agonistica con l'Edera Ravenna, club della sua città natale. Dal 2014 si trasferisce a Fabriano dove entra a far parte della squadra della Ginnastica Fabriano, e l'anno seguente viene selezionata nella Nazionale Italiana Juniores per disputare gli Europei di Minsk gareggiando nella specialità delle 5 palle e conquistando, insieme alla squadra italiana, un ottimo 5º posto.
Sempre da juniores partecipa come individualista alle varie tappe della Coppa del mondo di categoria, Lisbona, Pesaro, e Sofia dove in quest'ultima tappa, insieme alle sue compagne Caterina Allovio e Alexandra Agiurgiuculese, conquista la medaglia di bronzo nel concorso a squadre. Conclude la propria carriera juniores partecipando agli Europei di Holon 2016 dove, insieme ad Alexandra Agiurgiuculese, vince una storica medaglia di bronzo nel concorso a squadre.

### 2017
Nell'aprile 2017, in occasione del Torneo internazionale Città di Pesaro, Milena Baldassarri fa il suo debutto internazionale senior vincendo la medaglia d'oro nelle clavette, l'argento nel nastro e il bronzo nell'all-around. A maggio partecipa alla World Cup di Sofia, prima sua Coppa del Mondo, piazzandosi decima nell'all-around. Successivamente prende parte agli Europei di Budapest 2017, qualificandosi alla finale del nastro dove ottiene un prestigioso 7º posto.
Assieme ad Alexandra Agiurgiuculese viene scelta per rappresentare l'Italia ai Mondiali di Pesaro 2017, a scapito dell'altra italiana Veronica Bertolini su cui inizialmente era caduta la scelta. Accede alla finale del nastro piazzandosi sesta, inoltre guadagna pure la finale del concorso individuale dove con 66.475 punti giunge nona proprio dietro ad Agiurgiuculese (67.450).

### 2018
Durante le tappe di Coppa del Mondo valida per la stagione 2018, partecipa all'evento di Sofia e a quello di Pesaro, dove nel concorso generale si classifica 9ª guadagnando la finale al nastro (dove giunge 6ª). Nella tappa di Baku si piazza all'8º posto nell'all around e 6ª nella finale del nastro. Alla World Challenge Cup di Guadalajara raggiunge un buon 4º posto generale a soli 0.850 punti dalla terza classificata Arina Averina; si qualifica inoltre a tutte e quattro le finali di attrezzo. Nelle finali si classifica 5ª al cerchio (18.300 punti) e al nastro (17.450), 2ª alla palla (18.400), 3ª alle clavette (18.500).
Il 16 e il 17 maggio partecipa al Grand Prix di Holon, dove si classifica 1ª al nastro (16.850) e terza alla palla.
Il 26 maggio si aggiudica il titolo di campionessa italiana assoluta davanti ad Alexandra Agiurgiuculese e ad Alessia Russo. Conquista pure il miglior punteggio nelle finali di attrezzo sia con la palla sia con cerchio e nastro, mentre alle clavette si classifica seconda dietro Agiurgiuculese. Poi a giugno prende parte agli Europei di Guadalajara 2018, terminando in 7ª posizione nel concorso generale.
Il 29 e il 30 giugno Milena Baldassarri disputa i Giochi del Mediterraneo di Tarragona 2018, in Spagna. Si qualifica alla finale del concorso individuale col secondo migliore punteggio, dietro la connazionale Alexandra Agiurgiuculese, ma in finale gli errori commessi con le clavette e con il nastro le sono costati il terzo posto (punteggio complessivo 70.650), venendo superata dalla greca Elenī Kelaïditī che con 70.750 punti si pone in seconda posizione.
Ad agosto completa le tappe di Coppa del Mondo classificandosi 12ª nel concorso generale alla World Challenge Cup di Minsk, e a fine mese ottiene 6º posto nel concorso generale al World Challenge Cup di Kazan' raggiungendo inoltre le finali di cerchio (7º posto), clavette (8º posto) e nastro (5º posto).
Nel mese di settembre partecipa, insieme alle compagne Agiurgiuculese e Russo, ai Mondiali di Sofia 2018, vincendo con loro il bronzo nella gara a squadre, il primo per l'Italia nella ritmica individuale. Ottiene la qualificazione alla finale all-around e a tutte e 4 le finali di attrezzo, vincendo l'argento in quella al nastro con il punteggio di 18.550, superando Linoy Ashram e restando dietro ad Aleksandra Soldatova per soli 0.050 punti.

### 2019
Alla Coppa del Mondo di Pesaro Milena Baldassarri giunge 11ª nel concorso generale e raggiunge pure le finali di cerchio e palla dove si classifica rispettivamente 7ª e 5ª. Lo stesso mese di aprile prende parte pure alla Coppa del Mondo di Sofia piazzandosi 12ª nel concorso generale, e nella tappa di fine mese a Baku riesce a migliorarsi ottenendo il 9º posto nel concorso generale oltre al 7º posto ottenuto nella finale delle clavette.
A maggio partecipa alla World Challenge Cup di Guadalajara classificandosi all'8º posto nel concorso generale e restando fuori dal podio nelle finali di palla e clavette con due quarti posti, rispettivamente dietro Alexandra Agiurgiuculese e la russa Ekaterina Selezneva. Viene poi convocata per rappresentare l'Italia agli Europei di Baku 2019, ottenendo insieme ad Agiurgiuculese e alla squadra juniores italiana il quarto posto nel concorso a squadre dietro Bulgaria, Bielorussia e Russia. Durante la fase di qualificazione per le finali di attrezzo totalizza 58.550 punti che le valgono la qualificazione al concorso generale che verrà disputato l'anno seguente, oltre a raggiungere le finali di nastro (7º posto) e palla (6º posto).
Il 1º giugno ottiene, con 76.400 punti, il secondo posto ai campionati assoluti italiani, cedendo il titolo ad Alexandra Agiurgiuculese (79.450 punti). La stessa Agiurgiuculese il giorno dopo la relega in seconda posizione pure nelle finali di palla, clavette, e nastro, mentre Milena Baldassarri riesce ad avere la meglio nella finale del cerchio superando la neocampionessa italiana per 0.050 punti.
Il 9 giugno partecipa alla 1ª edizione del Trofeo Città di Monza ottenendo il secondo posto nel concorso generale, con 82.967 punti, dietro la bielorussa Anastasija Salos (86.433 punti) e davanti Alexandra Agiurgiuculese (82.667 punti).
Nel mese di agosto partecipa alla World Challenge Cup di Minsk dove si colloca nona nel concorso generale: accede alle finali di cerchio (dove arriva quarta con 22.15) e di nastro, dove conquista la medaglia di bronzo (21.600) dietro alle russe Dina Averina e Arina Averina.
A settembre disputa i Mondiali di Baku garantendosi l'accesso alle Olimpiadi di Tokyo 2020 grazie al settimo posto ottenuto nel concorso individuale. Inoltre giunge quarta nella finale della palla con 0.300 punti di distacco dall'israeliana Linoy Ashram terza classificata, mentre è solamente ottava nel nastro.

### 2020
Nel 2020 si laurea Campionessa Italiana nel concorso generale individuale, qualificandosi per tutte e quattro le finali di specialità; di queste ne vince 3 (cerchio, palla, nastro) e si classifica seconda alle clavette.

### 2021
Nel 2021 la sua stagione internazionale inizia con le tappe di Coppa del Mondo di Sofia (Bulgaria) e Baku (Azerbaijan); in quest'ultima si verifica un piccolo infortunio poco prima delle qualifiche, ciononostante rientra nella top 10 All-Around e in finale alle clavette.
Sostituita alla tappa di Coppa del Mondo in casa a Pesaro e agli Europei di Varna dalla compagna di squadra Sofia Raffaeli, disputa il Torneo Internazionale "Irina Deleanu Cup" in Romania a maggio vincendo il bronzo nel concorso generale e alla palla e l'oro alle clavette.
A giugno, appena dopo i Campionati Europei viene convocata con Alexandra Agiurgiuculese ed Eleonora Tagliabue ad una competizione internazionale a Il Cairo (Egitto) utile alla direzione tecnica in vista delle convocazioni per i Giochi Olimpici, dove vince il concorso generale davanti alla connazionale Agiurgiuculese e alla russa Irina Annenkova, la finale alla palla e alle clavette, mentre arriva seconda a cerchio e nastro.
A inizio luglio si disputano i Campionati Italiani Assoluti a Folgaria, dove per il terzo anno (e secondo consecutivo) si laurea Campionessa Italiana Assoluta, davanti a Sofia Raffaeli e ad Alexandra Agiurgiuculese e vince anche la finale al cerchio insieme a tre argenti nelle rimanenti finali di specialità.
I Giochi della XXXII Olimpiade si disputano a Tokyo con un anno di ritardo per via della crisi pandemica del 2020. Baldassarri partecipa assieme ad Agiurgiuculese (la quale non passa la fase di qualificazione). Baldassarri accede alle finali qualificandosi al sesto posto: è la prima individualista italiana da Susanna Marchesi alle Olimpiadi di Sydney 2000 che riesce ad accedere alla Finale a 10.
Conferma il sesto posto durante la Finale. Nessuna italiana prima di lei era arrivata così in alto in una competizione olimpica.
Partecipa poi a vari eventi internazionali in preparazione ai campionati del mondo di Kitakyushu 2021, tra cui la Gdynia Rhythmic Stars in Polonia con Sofia Raffaeli e la World Challenge Cup di Cluj-Napoca con Alexandra Agiurgiuculese. Qui vince la medaglia d’argento AA dietro a Boryana Kaleyn, e nelle finali di specialità si posiziona 4ª a cerchio, clavette e palla e 2ª al nastro.
Ai Campionati mondiali di ginnastica ritmica 2021 partecipa alle qualificazioni con tre esercizi: palla, cerchio e clavette, i cui punteggi le consentono di accedere alla finale AA con il 5º punteggio, alle tre finali di specialità e sommati a quelli di Sofia Raffaeli, Alexandra Agiurgiuculese e della squadra nazionale, permettono al Team Italia di vincere la medaglia d’argento nella competizione per Team con un punteggio complessivo di 277.575.
Nelle Finali di specialità è quinta al cerchio e sesta a clavette e palla. In Finale All-Around un errore al nastro la fa scendere di classifica rispetto alle qualifiche, ma rimane comunque nella top 10 per il quarto mondiale consecutivo.

### 2022
La stagione inizia con il campionato di serie A1, dove ottiene con la propria società il secondo posto alla prima prova e il primo nella seconda e terza tappa. Prende parte al Trofeo internazionale di Lubiana dove vince l'argento nel concorso generale, al nastro e al cerchio e l'oro alla palla e alle clavette. Partecipa al Trofeo città di Desio (bilaterale Italia-Francia) e si classifica seconda nel concorso generale dietro a Sofia Raffaeli. Alla Coppa del Mondo di Sofia arriva quarta nel concorso generale, quarta al cerchio e al nastro, ottiene il bronzo alla palla e un quinto posto alle clavette, conducendo nel complesso un'ottima gara. Alla successiva tappa di Coppa del Mondo di Baku vince il bronzo all around salendo sul podio insieme alla compagna Sofia Raffaeli (oro) firmando una storica doppietta senza precedenti per l'Italia. Durante le finali di specialità vince inoltre l'argento alla palla e si classifica quarta alle clavette e al nastro.
Il 1 Maggio vince, insieme alla sua società, il sesto scudetto consecutivo, contribuendo con le sue quattro esecuzioni (due alla palla, una al cerchio e una al nastro).
A fine maggio si disputano i Campionati Italiani Assoluti a Folgaria, dove si laurea Vice Campionessa Italiana Assoluta, dietro a Sofia Raffaeli.
Partecipa ai Campionati Europei, dove vince l'argento per team insieme a Sofia Raffaeli e la Squadra. Nella finale del concorso generale svolge ottime esecuzioni arrivando settima, proprio come nella finale alla palla.
Alla World Challenge Cup di Cluj-Napoca ottiene il bronzo alla palla.
Ai Campionati mondiali di ginnastica ritmica 2022 a Sofia ha conquistato il bronzo alla palla, con il punteggio di 32.400,  condividendo il podio con la compagna di squadra Sofia Raffaeli, oro con il punteggio di 34.900. Insieme alla squadra italiana conquista l‘oro nella classifica di Team Ranking. 
Nell'all-around arriva quinta a 0.15 dal quarto posto.
Al termine della stagione partecipa infine all' Aeon Cup (mondiale per club): vince la competizione per Team con la propria società, Ginnastica Fabriano, e il bronzo nel concorso generale.

### 2023
Nel 2023 la sua stagione internazionale inizia con la tappa di Coppa del Mondo di Atene (Grecia) arriva tredicesima nel concorso generale. Partecipa alla tappa di Coppa del Mondo di Sofia (Bulgaria) arriva dodicesima nel concorso generale, ottava al nastro e settima alla palla. Alla tappa di Coppa del Mondo di Baku (Azerbaijan) arriva trentesima nel concorso generale.
Agli Europei di Baku viene convocata con un solo attrezzo: il nastro, si qualifica per la finale e finisce in quinta posizione.
A inizio giugno si disputano i Campionati Italiani Assoluti a Folgaria, dove per il secondo anno consecutivo si laurea Vice Campionessa Italiana Assoluta, dietro a Sofia Raffaeli.. Durante le finali di specialità vince inoltre l'argento al cerchio, palla e nastro, e il bronzo alle clavette. Alla successiva gara internazionale, la World Challenge Cup di Cluj-Napoca, si classifica sesta nel concorso generale e si qualifica alla finale alla palla, dove ottiene poi l’argento con 32.050, e al nastro (settima). Alla World Cup di Milano arriva 15esima.
Al Campionato Mondiale di ginnastica ritmica 2023 a Valencia compete sui 4 attrezzi, riuscendo a staccare il pass olimpico per le Olimpiadi di Parigi 2024. Vince inoltre il bronzo nella competizione per Team: si tratta della sesta medaglia mondiale in carriera.
Degno di nota il suo esercizio 2023 alla palla, costruito sulle note del brano "Not my responsibility" di Billie Eilish e dedicato al tema della violenza sulle donne.

### 2024
A seguito del cambio di allenatrice dopo l'abbandono della nazionale da parte di Julieta Cantaluppi, viene seguita da Claudia Mancinelli e Byliana Dyakova. Inizia la stagione gareggiando in Serie A per la Ginnastica Fabriano. Al 9º Torneo Città di Desio arriva terza portando in pedana delle ottime esecuzioni.
Alla Coppa del Mondo di Atene (Grecia) arriva ventitreesima nel concorso generale, nella finale alle clavette arriva ottava.
In Italia vince la Final Six con la Ginnastica Fabriano, dove la società ottiene perciò il titolo di campione d'Italia per l'ottava volta consecutiva.
Alla seconda tappa di Coppa del Mondo, a Sofia (Bulgaria), arriva diciottesima nel concorso generale.
Alla prima edizione della European Cup a Baku, arriva quinta nell'All-Around
Ai campionati Europei di Budapest arriva sesta nell'All-Around e conquista la finale alla clavette. Insieme alla squadra italiana conquista l'argento nella classifica di Team Ranking.
A inizio giugno si disputano i Campionati Italiani Assoluti a Folgaria, dove per il terzo anno consecutivo si laurea Vice Campionessa Italiana Assoluta, dietro a Sofia Raffaeli.. Durante le finali di specialità vince inoltre l'argento alla palla, e il bronzo al cerchio, clavette e nastro.
Alla Tappa conclusiva del circuito di Coppa del Mondo di ginnastica ritmica 2024 arriva sedicesima nel concorso generale, con il dissenso del pubblico per un punteggio giudicato esageratamente basso alle clavette. 
L'8 agosto 2024 alle Olimpiadi di Parigi Baldassarri accede alle finali qualificandosi al nono posto: è la prima individualista italiana che riesce ad accedere, per due volte consecutive, alla Finale a 10. Il 9 agosto conclude la sua Olimpiade all'ottavo posto, concludendo l'avventura olimpica senza errori.
Al termine della stagione partecipa infine all' Aeon Cup (mondiale per club): conquista il bronzo per Team con la propria società, Ginnastica Fabriano, e arriva ottava nel concorso generale.
Nel 2024, in occasione dell'annuale Gala "Euskalgym" si esibisce sulle note di "Blue" di Billie Eilish, annunciando il suo probabile ritiro dalle competizioni internazionali. La Baldassarri ha specificato che avrebbe continuato ad allenarsi nella sua società di Fabriano, avendo in programma altri impegni. Partecipa quindi al Grand Prix di Genova, esibendosi. Il 30 dicembre 2024, tramite un post sul suo profilo Instagram, annuncia il suo ritiro dalla pedana. 

## Palmarès

### Palmarès Internazionale
| Anno | Città            | Competizione                               | Risultato | Specialità                               |
| ---- | ---------------- | ------------------------------------------ | --------- | ---------------------------------------- |
| 2016 | Desio            | International Tournament                   | Oro       | Concorso per team                        |
| 2016 | Desio            | International Tournament                   | Oro       | Concorso per nazione                     |
| 2016 | Lisbona          | Coppa del mondo Junior                     | Bronzo    | Concorso a squadre                       |
| 2016 | Pesaro           | Coppa del mondo Junior                     | Bronzo    | Concorso a squadre                       |
| 2016 | Sofia            | Coppa del mondo Junior                     | Bronzo    | Concorso a squadre                       |
| 2016 | Sofia            | Coppa del mondo Junior                     | Oro       | Palla                                    |
| 2016 | Sofia            | Coppa del mondo Junior                     | Bronzo    | Cerchio                                  |
| 2016 | Holon            | Campionati Europei Junior                  | Bronzo    | Concorso a squadre                       |
| 2017 | Pesaro           | Torneo internazionale "Città di Pesaro"    | Bronzo    | Concorso generale                        |
| 2017 | Pesaro           | Torneo internazionale "Città di Pesaro"    | Oro       | Clavette                                 |
| 2017 | Pesaro           | Torneo internazionale "Città di Pesaro"    | Argento   | Nastro                                   |
| 2017 | Corbeil-Essonnes | Torneo internazionale Corbeil-Essonnes     | Argento   | Concorso generale                        |
| 2017 | Torino           | Torneo Internazionale ITA-USA              | Oro       | Concorso per nazione                     |
| 2017 | Torino           | Torneo Internazionale ITA-USA              | Oro       | Concorso generale                        |
| 2017 | Montpellier      | Dany Cup                                   | Oro       | Concorso generale                        |
| 2018 | Guadalajara      | World Challenge Cup                        | Argento   | Palla                                    |
| 2018 | Guadalajara      | World Challenge Cup                        | Bronzo    | Clavette                                 |
| 2018 | Tarragona        | Giochi del Mediterraneo                    | Bronzo    | Concorso generale                        |
| 2018 | Holon            | Grand Prix                                 | Bronzo    | Palla                                    |
| 2018 | Holon            | Grand Prix                                 | Oro       | Nastro                                   |
| 2018 | Sofia            | Campionati mondiali                        | Argento   | Nastro                                   |
| 2018 | Sofia            | Campionati mondiali                        | Bronzo    | Concorso a squadre                       |
| 2019 | Monza            | Torneo internazionale "Città di Monza"     | Argento   | Concorso generale                        |
| 2019 | Monza            | Torneo internazionale "Città di Monza"     | Oro       | Concorso per nazione                     |
| 2019 | Jeju             | International Tournament                   | Oro       | Palla                                    |
| 2019 | Jeju             | International Tournament                   | Bronzo    | Clavette                                 |
| 2019 | Jeju             | International Tournament                   | Bronzo    | Nastro                                   |
| 2019 | Minsk            | World Challenge Cup                        | Bronzo    | Nastro                                   |
| 2019 | Portimao         | World Challenge Cup                        | Argento   | All-Around                               |
| 2019 | Portimao         | World Challenge Cup                        | Oro       | Palla                                    |
| 2019 | Portimao         | World Challenge Cup                        | Argento   | Clavette                                 |
| 2019 | Portimao         | World Challenge Cup                        | Oro       | Nastro                                   |
| 2019 | Portimao         | World Challenge Cup                        | Oro       | World Challenge Cup Ranking 2019 - Palla |
| 2020 | Mosca            | Online International Tournament            | Argento   | Palla                                    |
| 2021 | Desio            | International Tournament                   | Argento   | Concorso generale                        |
| 2021 | Bucarest         | Irina Deleanu Cup                          | Oro       | Clavette                                 |
| 2021 | Bucarest         | Irina Deleanu Cup                          | Bronzo    | Concorso generale                        |
| 2021 | Bucarest         | Irina Deleanu Cup                          | Bronzo    | Palla                                    |
| 2021 | Gdynia           | III Gdynia Rhythmic Stars                  | Argento   | Concorso generale                        |
| 2021 | Gdynia           | III Gdynia Rhythmic Stars                  | Argento   | Cerchio                                  |
| 2021 | Gdynia           | III Gdynia Rhythmic Stars                  | Oro       | Palla                                    |
| 2021 | Gdynia           | III Gdynia Rhythmic Stars                  | Argento   | Clavette                                 |
| 2021 | Gdynia           | III Gdynia Rhythmic Stars                  | Argento   | Nastro                                   |
| 2021 | Cairo            | FIG International Tournament               | Oro       | Concorso generale                        |
| 2021 | Cairo            | FIG International Tournament               | Argento   | Nastro                                   |
| 2021 | Cairo            | FIG International Tournament               | Oro       | Clavette                                 |
| 2021 | Cairo            | FIG International Tournament               | Oro       | Palla                                    |
| 2021 | Cairo            | FIG International Tournament               | Oro       | Cerchio                                  |
| 2021 | Cluj-Napoca      | World Challenge Cup                        | Argento   | Concorso generale                        |
| 2021 | Cluj-Napoca      | World Challenge Cup                        | Argento   | Nastro                                   |
| 2021 | Kitakyushu       | Campionati Mondiali                        | Argento   | Team                                     |
| 2022 | Lubiana          | Torneo Internazionale MTM Narodni          | Argento   | Concorso generale                        |
| 2022 | Lubiana          | Torneo Internazionale MTM Narodni          | Oro       | Clavette                                 |
| 2022 | Lubiana          | Torneo Internazionale MTM Narodni          | Oro       | Palla                                    |
| 2022 | Lubiana          | Torneo Internazionale MTM Narodni          | Argento   | Nastro                                   |
| 2022 | Lubiana          | Torneo Internazionale MTM Narodni          | Argento   | Cerchio                                  |
| 2022 | Desio            | International Tournament                   | Argento   | Concorso generale                        |
| 2022 | Sofia            | World Cup                                  | Bronzo    | Palla                                    |
| 2022 | San Marino       | FIG International Tournament               | Argento   | Concorso generale                        |
| 2022 | Baku             | World Cup                                  | Bronzo    | Concorso generale                        |
| 2022 | Baku             | World Cup                                  | Argento   | Palla                                    |
| 2022 | Gdynia           | IV Gdynia Rhythmic Stars                   | Argento   | Concorso generale                        |
| 2022 | Gdynia           | IV Gdynia Rhythmic Stars                   | Argento   | Cerchio                                  |
| 2022 | Gdynia           | IV Gdynia Rhythmic Stars                   | Argento   | Palla                                    |
| 2022 | Gdynia           | IV Gdynia Rhythmic Stars                   | Argento   | Clavette                                 |
| 2022 | Gdynia           | IV Gdynia Rhythmic Stars                   | Argento   | Nastro                                   |
| 2022 | Pesaro           | World Cup                                  | Argento   | Concorso generale                        |
| 2022 | Tel Aviv         | Campionati Europei                         | Argento   | Team                                     |
| 2022 | Caorle           | International tournament (Italia-Germania) | Argento   | Concorso Generale                        |
| 2022 | Follonica        | International tournament (Italia-Grecia)   | Argento   | Concorso Generale                        |
| 2022 | Cluj Napoca      | Coppa del mondo                            | Bronzo    | Palla                                    |
| 2022 | San Marino       | 9th International Tournament of San Marino | Argento   | Concorso Generale                        |
| 2022 | Sofia            | Campionati Mondiali                        | Bronzo    | Palla                                    |
| 2022 | Sofia            | Campionati Mondiali                        | Oro       | Team Competition                         |
| 2022 | Tokyo            | Aeon Cup                                   | Bronzo    | Concorso Generale                        |
| 2022 | Tokyo            | Aeon Cup                                   | Oro       | Team Event                               |
| 2023 | Cluj Napoca      | Coppa del mondo                            | Argento   | Palla                                    |
| 2023 | Valencia         | Campionati Mondiali                        | Bronzo    | Team Competition                         |
| 2024 | Desio            | 9º Torneo Città di Desio                   | Bronzo    | Concorso Generale                        |
| 2024 | Budapest         | Campionati Europei                         | Argento   | Team                                     |
| 2024 | Tokyo            | Aeon Cup                                   | Bronzo    | Team                                     |

### Palmarès Nazionale
| Anno | Città                  | Competizione                             | Risultato | Specialità         |
| ---- | ---------------------- | ---------------------------------------- | --------- | ------------------ |
| 2014 | Rimini                 | Campionati Nazionali Criterium Giovanile | Argento   | Concorso generale  |
| 2014 | Desio                  | Campionati Nazionali di Serie A1         | Bronzo    | Concorso a squadre |
| 2015 | Padova                 | Campionati Nazionali di Serie A1         | Bronzo    | Concorso a squadre |
| 2016 | Arezzo                 | Campionati Nazionali Juniores            | Oro       | Concorso generale  |
| 2016 | Pesaro                 | Campionati Nazionali Assoluti            | Bronzo    | Palla              |
| 2016 | Pesaro                 | Campionati Nazionali Assoluti            | Bronzo    | Clavette           |
| 2016 | Forlì                  | Campionati Nazionali di Serie A1         | Argento   | Concorso a squadre |
| 2017 | Arezzo                 | Campionati Nazionali Assoluti            | Bronzo    | Concorso generale  |
| 2017 | Arezzo                 | Campionati Nazionali Assoluti            | Argento   | Cerchio            |
| 2017 | Arezzo                 | Campionati Nazionali Assoluti            | Argento   | Palla              |
| 2017 | Arezzo                 | Campionati Nazionali Assoluti            | Oro       | Nastro             |
| 2018 | Terranuova Bracciolini | Campionati Nazionali Assoluti            | Oro       | Concorso generale  |
| 2018 | Terranuova Bracciolini | Campionati Nazionali Assoluti            | Oro       | Cerchio            |
| 2018 | Terranuova Bracciolini | Campionati Nazionali Assoluti            | Oro       | Palla              |
| 2018 | Terranuova Bracciolini | Campionati Nazionali Assoluti            | Oro       | Nastro             |
| 2018 | Terranuova Bracciolini | Campionati Nazionali Assoluti            | Argento   | Clavette           |
| 2019 | Torino                 | Campionati Nazionali Assoluti            | Argento   | Concorso generale  |
| 2019 | Torino                 | Campionati Nazionali Assoluti            | Oro       | Cerchio            |
| 2019 | Torino                 | Campionati Nazionali Assoluti            | Argento   | Palla              |
| 2019 | Torino                 | Campionati Nazionali Assoluti            | Argento   | Clavette           |
| 2019 | Torino                 | Campionati Nazionali Assoluti            | Argento   | Nastro             |
| 2020 | Folgaria               | Campionati Nazionali Assoluti            | Oro       | Concorso generale  |
| 2020 | Folgaria               | Campionati Nazionali Assoluti            | Oro       | Cerchio            |
| 2020 | Folgaria               | Campionati Nazionali Assoluti            | Oro       | Palla              |
| 2020 | Folgaria               | Campionati Nazionali Assoluti            | Argento   | Clavette           |
| 2020 | Folgaria               | Campionati Nazionali Assoluti            | Oro       | Nastro             |
| 2021 | Folgaria               | Campionati Nazionali Assoluti            | Oro       | Concorso generale  |
| 2021 | Folgaria               | Campionati Nazionali Assoluti            | Oro       | Cerchio            |
| 2021 | Folgaria               | Campionati Nazionali Assoluti            | Argento   | Palla              |
| 2021 | Folgaria               | Campionati Nazionali Assoluti            | Argento   | Clavette           |
| 2021 | Folgaria               | Campionati Nazionali Assoluti            | Argento   | Nastro             |
| 2022 | Folgaria               | Campionati Nazionali Assoluti            | Argento   | Concorso Generale  |
| 2022 | Folgaria               | Campionati Nazionali Assoluti            | Argento   | Cerchio            |
| 2022 | Folgaria               | Campionati Nazionali Assoluti            | Argento   | Palla              |
| 2022 | Folgaria               | Campionati Nazionali Assoluti            | Argento   | Clavette           |
| 2022 | Folgaria               | Campionati Nazionali Assoluti            | Argento   | Nastro             |
| 2023 | Folgaria               | Campionati Nazionali Assoluti            | Argento   | Concorso Generale  |
| 2023 | Folgaria               | Campionati Nazionali Assoluti            | Argento   | Cerchio            |
| 2023 | Folgaria               | Campionati Nazionali Assoluti            | Argento   | Palla              |
| 2023 | Folgaria               | Campionati Nazionali Assoluti            | Bronzo    | Clavette           |
| 2023 | Folgaria               | Campionati Nazionali Assoluti            | Argento   | Nastro             |
| 2024 | Folgaria               | Campionati Nazionali Assoluti            | Argento   | Concorso Generale  |
| 2024 | Folgaria               | Campionati Nazionali Assoluti            | Bronzo    | Cerchio            |
| 2024 | Folgaria               | Campionati Nazionali Assoluti            | Argento   | Palla              |
| 2024 | Folgaria               | Campionati Nazionali Assoluti            | Bronzo    | Clavette           |
| 2024 | Folgaria               | Campionati Nazionali Assoluti            | Bronzo    | Nastro             |

## Musiche degli esercizi presentati
| Anno | Attrezzo          | Titolo                                     | Artista                                                     |
| ---- | ----------------- | ------------------------------------------ | ----------------------------------------------------------- |
| 2024 | Cerchio           | Hit The Road Jack (Epic Cover)             | 2WEI                                                        |
| 2024 | Palla             | Formidable                                 | Giordana Angi (cover)                                       |
| 2024 | Clavette          | Don't tell mama                            | Natasha Richardson, Alan Cumming & Cabaret Ensemble         |
| 2024 | Nastro            | Can you hear the music                     | Ludwig Göransson and The game is afoot (da Eternal Eclipse) |
| 2023 | Cerchio           | La casa azul                               | Marco Mengoni                                               |
| 2023 | Palla             | Not my Responsibility                      | Billie Eilish                                               |
| 2023 | Clavette          | Some Like It Hot                           | Club des Belugas                                            |
| 2023 | Nastro            | L’enfer                                    | Stromae                                                     |
| 2022 | Cerchio (primo)   | Ave Maria                                  | Thomas Spencer Wortley                                      |
| 2022 | Cerchio (secondo) | The First Wave / Over the Rainbow (mashup) | Jon Björk / Petra Magoni                                    |
| 2022 | Palla             | The Trapper and the Furrier                | Regina Spektor                                              |
| 2022 | Clavette          | Mercenaries                                | Alloy Tracks (da Bridgerton Teaser Soundtrack)              |
| 2022 | Nastro            | I Put A Spell On You                       | Garou                                                       |
| 2021 | Cerchio (primo)   | The Weeping Mountains / War Cry            | Inro Joo                                                    |
| 2021 | Cerchio (secondo) | Mephisto's Lullaby                         | Yair Albeg Wein & Or Kribos                                 |
| 2021 | Palla             | L'immensità                                | Mina                                                        |
| 2021 | Clavette          | Bury a Friend                              | Billie Eilish                                               |
| 2021 | Nastro            | Elegie: O doux printemps d'autrefois       | Joshua Bell                                                 |
| 2020 | Cerchio           | The Weeping Mountains / War Cry            | Inro Joo                                                    |
| 2020 | Palla             | Youkali                                    | Mario Frangoulis                                            |
| 2020 | Clavette          | Bury a Friend                              | Billie Eilish                                               |
| 2020 | Nastro            | Vivaldi Storm                              | 2Cellos                                                     |
| 2019 | Cerchio           | Dance With the Dragon                      | Dark Sarah feat. Jp Leppäluoto                              |
| 2019 | Palla             | Non Andare Via                             | Petra Magoni                                                |
| 2019 | Clavette          | Moonlight Sonata                           | Ludwig van Beethoven                                        |
| 2019 | Nastro (primo)    | Beetlejuice (Main Titles / End Titles)     | Danny Elfman                                                |
| 2019 | Nastro (secondo)  | Basic Instinct (The Games Are Over)        | Jerry Goldsmith                                             |
| 2018 | Cerchio           | Zhulto                                     | Desi Dobreva                                                |
| 2018 | Palla             | Après Moi                                  | Regina Spektor                                              |
| 2018 | Clavette          | Carmen                                     | Stromae                                                     |
| 2018 | Nastro            | Carol Of The Bells                         | Tommee Profit                                               |
| 2017 | Cerchio           | I will survive                             | Igudesman & Joo                                             |
| 2017 | Palla             | Guarda che luna                            | Petra Magoni                                                |
| 2017 | Clavette          | Retrolonga                                 | Electrocutango                                              |
| 2017 | Nastro            | Paris sera toujours paris                  | Zaz                                                         |
| 2016 | Fune              | Danza Ritual Del Fuego                     | Paco De Lucía                                               |
| 2016 | Cerchio           | I will survive                             | Igudesman & Joo                                             |
| 2016 | Palla             | Guarda che luna                            | Petra Magoni                                                |
| 2016 | Clavette          | Monde Inversé                              | Cirque Du Soleil                                            |

## Record
- È la prima ginnasta individualista italiana ad aver vinto nella finale ad attrezzo una medaglia d’argento ai Campionati Mondiali 2018.
- È la prima ginnasta individualista italiana ad aver conquistato il sesto posto nella Finale All-Around ai Giochi della XXXII Olimpiade a Tokyo.
- È l’unica ginnasta al mondo che è stata in grado di centrare tutte le finali Mondiali All Around dei due cicli olimpici compresi tra il 2017 e il 2023. [24]
- È l'unica ginnasta individualista italiana di ginnastica ritmica ad aver raggiunto due finali olimpiche. [24]